# Мостът на Дрина
„Мостът на Дрина“ (на сърбохърватски: На Дрини ћуприја) е исторически роман на югославския писател Иво Андрич, написан по време на Втората световна война и публикуван в Белград през март 1945 година.
Сюжетът е развит около историята на Вишеградския мост над река Дрина от изграждането му от османците в средата на XVI век до частичното му разрушаване през Първата световна война. Разказът обхваща четири века на османска и австро-унгарска власт в областта и се разпростира върху живота, съдбите и отношенията между местните жители, най-вече сърби и бошняци.